# Bliekenbos
Bliekenbos is een buurtschap in de gemeente Schagen, in de Nederlandse provincie Noord-Holland. Een andere gebruikte spelling is  't Bliekenbos.
Bliekenbos is gelegen aan de polder van De Schagerwaard. Het ligt ten zuiden van de buurtschap Schagerwaard zelf en ten noorden van Slootgaard, aan de andere kant van de Boomervaart. De plaatsnaam is waarschijnlijk afgeleid van het bos dat er ooit was gelegen die waarschijnlijk van Blieken was. Het Bliekenbos bestaat vooral stolpboerderijen die langs de smalle dijkweg zijn gelegen.
Er bevindt zich een oude terp van twee meter hoog met een afwatering naar de Witsmeer, het water Nijckelander Uijtvaart, ook wel genoemd Nieckeboe, van zes meter breed (verbastering van Niekeland en Bliekenbos)-(Bliekenbos was een schiereiland ten westen van Niekeland). Ook was er nog een tweede terp maar dan nog hoger.
De bannegrens liep over het “Santoord” (Zandoord). En omdat een deel van de bebouwing van buurtschap Blokhuizen op het Santoord was gelegen zijn er daardoor ook huizen onder Harenkarspel vermeld. De eerste vermelding was in 1577 door Jan Gerrytsz. van Niekelant.
Bliekenbos wordt niet altijd meer als een opzichzelfstaande plaats gezien en wordt samen met Slootgaard nogal eens onder buurtschap Schagerwaard gerekend. Samen met Schagerwaard valt het onder Dirkshorn terwijl Slootgaard formeel onder Waarland valt. In Bliekenbos staat nog deel van een oude molen. Deze poldermolen, de Ondermolen Schagerwaard of Witsmeer (ook wel geduid als de Oostelijke ondermolen van de Schagerwaard was een achtkante binnenkruier waarvan alleen nog de molenromp over is.

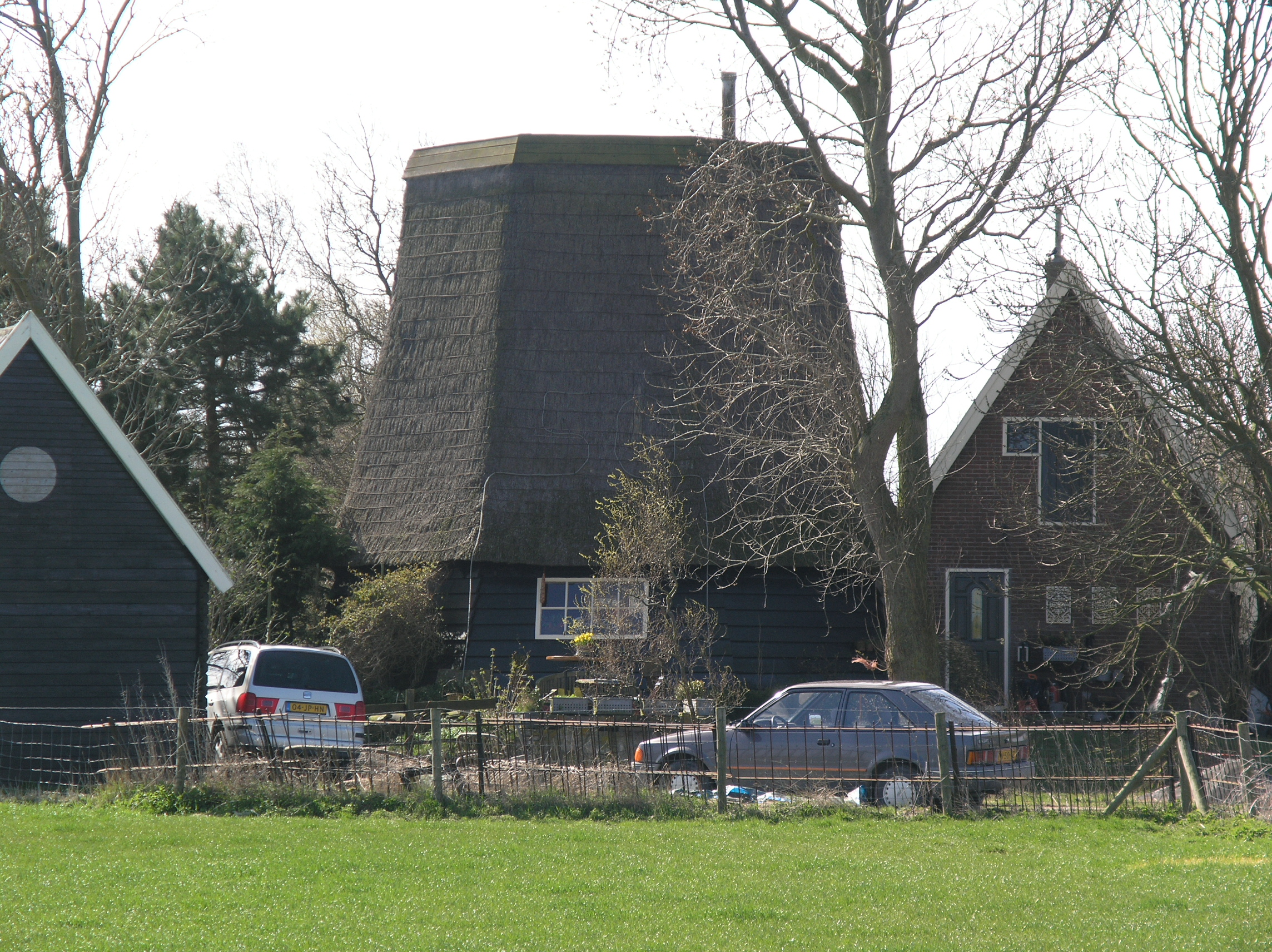
De romp van de Ondermolen Schagerwaard of Witsmeer

Burgerbrug · Burgervlotbrug · Callantsoog · Dirkshorn · Eenigenburg · Groenveld · Groote Keeten · Krabbendam · Oudesluis · Petten · 't Rijpje · Schagen · Schagerbrug · Schoorldam (deels) · Sint Maarten · Sint Maartensbrug · Sint Maartensvlotbrug · Stroet · Tjallewal · Tolke (deels) · Tuitjenhorn · Valkkoog · Waarland · Warmenhuizen · 't Zand

Buurtschappen: Abbestede · Avendorp · Bliekenbos · 't Buurtje · De Banne · Burghorn · Cornelissenwerf · Dijkstaal · Grootven · Grotewal · Het Korfwater · De Hale · Hemkewerf · Huiskebuurt · Kalverdijk · Keinse · Keinsmerbrug · Kerkbuurt · Lagedijk · Leihoek · Mennonietenbuurt · Nes · Schagerwaard · Sint Maartenszee · Slootgaard · De Stolpen · Stolpervlotbrug · Vennik (deels) · 't Wad · De Weel (deels) · Woudmeer · Zijbelhuizen · Zijpersluis